# العكارشة (أولاد سلامة)
العكارشة هي إحدى مشيخات المملكة المغربية، تتبع جغرافيا لإقليم القنيطرة وإداريًا لأولاد سلامة. يقدر عدد سكانها بـ 5365 نسمة حسب الإحصاء الرسمي للسكان والسكنى لسنة 2004.